# Paul Ulvild
Paul Bernhard Ulvild, född 29 november 1890 i Stockholm, död 25 februari 1979 i Göteborg, var en svensk köpman och målare.
Han var son till åkeriidkaren Paul Anton Ulvild och hans hustru Anna Sofia och från 1925 gift med Hanna Andersson. Ulvild studerade konst vid Schreibers målarskola och på kurser vid ABF:s målarskola samt genom intensiva självstudier. Från mitten av 1930-talet ställde han årligen ut separat på Marstrand och han ställde dessutom ut separat några gånger i Göteborg. Hans konst består av fiskelägen i Bohuslän och strandbilder från västkusten utförda i en palettknivsteknik.